# Jules Ancel
Pour les articles homonymes, voir Ancel.
Jules Daniel Edouard Ancel, né le 16 octobre 1812 au Havre et mort le 16 septembre 1905 à Gonfreville-l'Orcher, est un homme politique français.

## Biographie
Fils de Daniel Ancel, notable négociant du Havre, lui-même riche armateur du Havre, Jules Ancel est maire du Havre en 1848 et président de la Chambre de commerce en 1860.
Il est élu député de la Seine-Inférieure en 1849 et vote à droite. En 1851, il se rallie à l'Empire et conserve son siège de député de 1852 à 1869. D'abord soutien du régime impérial, il bascule progressivement dans une semi-opposition dans les années 1860. Il est également conseiller général en 1854 et président du conseil général en 1871. En 1869, bien que candidat officiel, il est battu aux élections législatives. Il retrouve un siège parlementaire en 1871, en étant élu représentant, où il siège à droite, votant avec les monarchistes. Il est inscrit à la réunion des Réservoirs. Il est sénateur de la Seine-Inférieure de 1876 à 1891.
Marié avec Louise Le Prevost de Tournion, puis avec Louise Pierrugue (veuve de l'amiral Charles Jaurès), il est le père de Raoul Ancel.
Il meurt au château du Camp-Dolent, à Gonfreville-l'Orcher.

## Distinctions
- Chevalier de la Légion d'honneur
- Chevalier de l'ordre des Saints-Maurice-et-Lazare
- Commandeur de l'ordre de Pie IX